# Island i olympiska vinterspelen 1994
Island deltog med fem deltagare vid de olympiska vinterspelen 1994 i Lillehammer. Ingen av landets deltagare erövrade någon medalj.